# Zacisze (Wygoda)
Zacisze – część wsi Wygoda w Polsce, położona w województwie mazowieckim, w powiecie zwoleńskim, w gminie Policzna. Leży na południe od Wygody właściwej.
Dawniej samodzielna wieś i gromada w gminie Grabów nad Wisłą w powiecie kozienickim.
W latach 1975–1998 miejscowość należała administracyjnie do województwa radomskiego.